# Kovács Attila (politikus, 1974)
Kovács Attila (Brassó, 1974. december 27. –) erdélyi magyar politikus, országgyűlési képviselő 2008-tól a Brassó Megyei Tanács alelnöke.

## Tanulmányai
A brassói Áprily Lajos Elméleti Líceumban érettségizett, majd filozófiát tanult a kolozsvári Babeș–Bolyai Tudományegyetemen, ugyanitt  mesterfokozatot is szerzett. 1999-ben felvételt nyert az Eötvös Loránd Tudományegyetem filozófia doktori iskolájába.

## Munkatapasztalat
Szakmai és politikai pályafutása szülővárosához kötődik. Előbb alelnöke, majd elnöke az RMDSZ Brassó megyei szervezetének, helyi tanácsos, tanársegéd a brassói Transilvania Egyetemen. 2004-2008-ig Brassó megyei képviselő az RMDSZ színeiben. 2008 és 2012 között a Brassó Megyei Tanács alelnöke.

## Politikai tevékenység
- Képviselő
- megyei RMDSZ elnök
- Megyei tanács alelnök